# Лаура Асадаускайте
Лаура Асадаускайте  (лит. Laura Asadauskaitė, 29 лютого 1984) — литовська сучасна п'ятиборка, олімпійська чемпіонка.

## Виступи на Олімпіадах
| Олімпіада           | Дисципліна | Місце |
| ------------------- | ---------- | ----- |
| Пекін 2008          | особисті   | 15    |
| Лондон 2012         | особисті   | 1     |
| Ріо-де-Жанейро 2016 | особисті   | 30    |
| Токіо 2020          | особисті   | 2     |

## Зовнішні посилання
- Досьє на sport.references.com [Архівовано 5 листопада 2012 у Wayback Machine.]